# ビア長池
ビア長池（ビアながいけ）は、東京都八王子市別所二丁目にある、新都市センター開発株式会社の運営する複合商業施設である。

## 概要
1990年5月26日に開業。2011年5月19日に地上2階地下1階の新館がオープンした。

### 主なテナント

#### 本館
- 4F
  - 山下歯科クリニック 開業時から出店
- 3F
  - マクドナルド 堀之内三和店
  - 庄や 京王堀之内店
  - はま寿司 京王堀之内店　2011年7月8日開店
  - サイゼリヤ 京王堀之内駅前店　2011年9月2日開店
  - ロイヤルハウジング 堀之内駅前ショップ
  - TESSEN (理容室)　開業時から出店
  - きらぼし銀行 堀之内支店　開業時から出店
  - 京王堀之内駅前郵便局　開業時から出店
  - 宝くじ売場
  - JOYSOUND京王堀之内店
- 2F
  - 真光書店　堀之内店　 2015年10月29日、パルス　3号店跡に開店
  - アイメーク 京王堀之内店 (眼鏡店)　2017年02月18日リニューアルオープン。
  - ダイソー 三和堀之内店　2011年5月12日、3Fから2Fに移転、2017年3月10日リニューアルオープン
  - チヨダ 三和多摩堀之内店　2011年5月12日開店
  - みつばち保険ファーム 三和堀之内店　2011年5月12日開店
  - プレビ　三和堀之内店　2017年03月10日、一部オープン　2017年03月23日、グランドオープン。
  - パシオス　京王堀之内店（衣料品店）2017年3月1日リニューアルオープン
  - バディ・トランス 2017年3月10日オープン
  - ZakaNaka 2017年3月10日オープン
  - カット・プラス 2017年03月10日オープン
  - ニットソーイングクラブ 2017年3月10日オープン
- 1F
  - 三和 堀之内店　開業時から出店
  - サンドラッグ 京王堀之内駅前店　2011年3月31日開店

### 新館
- 東京あそびマーレ　2018年4月27日開店

### 過去に入居していたテナント
- 三和 2階ディスカウントフロア

ビア長池オープン時に開店。2011年2月16日閉店。
- わかば理容室 堀之内店

ビア長池オープン時に開店。2010年閉店。
- ダイソー 三和堀之内店

3Fゲームセンター跡に開店。2010年11月14日閉店。2011年5月12日、2Fに移転。面積縮小(180→78坪)
- コサカ薬局 堀之内店

ビア長池オープン時に2F外エスカレータ付近に開店。その後1Fに移転、2010年11月閉店。現在は八王子別所北交差点付近で移転営業中。
- ミスタードーナツ 三和堀之内店

2003年3月14日、1Fフードコートに開店。
- 一口茶屋 堀之内三和店

1Fフードコートに開店。2010年5月閉店。
- ドトールコーヒーショップ

1Fフードコートに開店。詳細不明
- すがきや 三和堀之内

開業時から出店。2015年7月16日閉店
- パルス　3号店

2Fディスカウントストア跡に開店。2017年1月15日閉店
- ノジマ 堀之内店

2017年1月15日閉店
- モスバーガー

開業時に3Fエレベータホール北に出店。1993年閉店。現在、マクドナルド堀之内三和店。1995年開店。
- 銀座コージーコーナー 三和堀之内店

1階フードコートに出店。
- Subway　三和堀之内店
- 銀座コージーコーナー跡に出店 2018年7月22日閉店

- セガ ゲームセンター

#### 新館
- ミスターマックス京王堀之内店　→　業態変更　OFFMax京王堀之内店　2016年6月30日閉店

## 交通アクセス

### 鉄道
京王相模原線の京王堀之内駅前に立地する。

### バス
駅前ロータリーにバス停が設置されており、これらの路線バスを使うことも可能である。
詳細は京王堀之内駅#バス路線の項を参照のこと。

### 自動車
駐車場を約700台（うち立体駐車場約400台）確保している。

### 自転車
敷地南側にバイク・自転車駐輪場を約60台分、自転車専用駐輪場をロータリー隣接の北東側に確保している。